# いわしのだんご汁
いわしのだんご汁（いわしのだんごじる）は、千葉県九十九里浜地域の郷土料理。いわしのつみれ汁とも呼ばれる。
九十九里は古来より好漁場であり、江戸時代から漁獲量が多いイワシは「海の米」とも例えらる代表的な魚である。イワシは漁獲高が高いが、その一方で腐敗が早く、保存性を高めるために、すり身にして加熱したり、干物にしたりしていた。冷蔵庫が無い時代に、少しでも長く保存できるよう工夫されて生まれた料理の1つであるとされる。
この地域にはイワシを利用した料理は多種多様存在するが、11月から翌年3月の時期が旬となる背黒イワシを使って作られることが多い定番料理である。
通年を通して食される料理であるが、温かい具だくさんの汁物は身体が温まるので冬季によく食べられる。

## 作り方の例
1. イワシをすり鉢で摺り、すりおろした長イモ、溶き卵、味噌を加えて摺り混ぜる[1]。
2. 鍋に水を張り、ダイコン、ニンジン、サトイモなどを煮る[1]。
3. 摺ったイワシをスプーンでだんご状に形成し、鍋に落とし、煮る[1]。
4. 醤油を加えて味をととのえ、最後に長ネギを散らす[1]。

長ネギ以外の具を加えない、味噌仕立てにすることもある。